# Marisol Gasé
Marisol Gasé (Ciudad de México; 19 de diciembre) es una primera actriz, locutora, guionista, artivista y cabaretera mexicana. 

## Biografía
Exalumna de Preparatoria 6 Antonio Caso de la Universidad Nacional Autónoma de México Egresada del Centro Universitario de Teatro de la misma casa de estudios. CUT UNAM Comunicóloga Lic en Comunicación 
En 1993 fue becada por el British Council para tomar un curso de perfeccionamiento actoral en la “The Royal Academy of Dramatic Art” en Londres, Inglaterra.
De 2003 a 2007 participó en la creación artística de los Talleres de Empoderamiento de la Mujer Indígena y Campesina por toda la República Mexicana para los cuales ha tomado varios diplomados de sexualidad, derechos humanos, derechos reproductivos. Actualmente es activista sobre esos temas.
Colaboró durante dos años en la sección “Teatrical” de la revista EmeEquis y en el portal "Sin Embargo" con su videocolumna semanal de crítica “Chula de bonita”, en donde realizó más de 100 personajes de farsa política.
Su compañía "Las Reinas Chulas" ha presentado más de 100 espectáculos a lo largo de 23 años, con funciones en la República Mexicana y en el extranjero recorriendo Copenhague, Berlín, Nepal,  Madrid,  Vietnam,  New York City, Chicago, Asunción, Buenos Aires, Rosario Bogotá, Cali, Cartagena, Sao Paulo, París, entre otros. Junto con su compañía administra, coordina y programa el Teatro-Bar “El Vicio” desde el año 2005. Dicho espacio es sede del Festival internacional de Cabaret.
Es activista feminista contra la violencia de género 
El domingo 5 de abril de 2020 comenzó la conducción del programa radiofónico La Hora Nacional hasta marzo de 2021.
Su Asociación Civil, Las Reinas Chulas Cabaret y Derechos Humanos AC, recibió el Reconocimiento Hermila Galindo, otorgado por la Comisión de Derechos Humanos del Distrito Federal, el cual premia las trayectorias más reconocidas por sus iniciativas y logros en la construcción de una cultura de respeto a los derechos de las mujeres. Sus alianzas han sido fuertes tanto con otras organizaciones integrantes de la sociedad civil como con fundaciones e instituciones interesadas en el desarrollo de una sociedad mejor para todas las mujeres. Algunos de los grupos e instituciones aliadas han sido: Mama Cash, American World Jewish Service, Fundación Rostros y Voces, Fundación Pfizer, Consejo Nacional para Prevenir la Discriminación, IPAS México, Comisión Nacional de Derechos Humanos del Distrito Federal, Instituto Nacional de Desarrollo Social, Instituto de Ciencia y Tecnología del Distrito Federal, Instituto de las Mujeres del Distrito Federal, Dirección General de Igualdad y Diversidad Social, Consejo Nacional para la Cultura y las Artes, Secretaría de Cultura de la Ciudad de México, W Radio, Fondo de Desarrollo de las Naciones Unidas para la Mujer, Alianza Nacional por el Derecho a Decidir, Sociedad Mexicana Pro Derechos de la Mujer (SEMILLAS), Consorcio para el Diálogo Parlamentario y la Equidad A.C., Pro Pedregales de Coyoacán A.C., y La CabareIza A.C.
Además, la organización, forma parte de redes internacionales como la Association for Women’s Rights in Development (AWID), International Lesbian, Gay, Bisexual, Trans and Intersex AssociaIon (ILGA), en la que forman parte del Consejo Regional para la región de América LaIna y el Caribe; y la Red de Atención Ciudadana en Materia de No Discriminación y para el Ejercicio de los Derechos Humanos (REDAC), el colectivo Ciudad Feminista, las Mesas de Diversidad Sexual del Instituto de Desarrollo Social (INDESOL) entre otras. 
Actualmente es Diputada Federal por la LXV legislatura y  Presidenta de la comisión de Derechos Humanos 
```
Presentó 46 iniciativas, casi en su totalidad de violencia, mujeres, DerechosHumanos, e igualdad de género. 
```

Actualmente está nominada a un Ariel por la película Tótem de Lila Avilés, película multipremiada Nacional e internacionalmente

## Trayectoria

### Cine
Ha contribuido en más de quince cortometrajes producidos por el CCC (Centro de Capacitación Cinematográfica) y el CUEC (Centro Universitario de Estudios Cinematográficos) así como dos largometrajes de productores independientes.
- 2021 Tótem Nominada a un Ariel por su actuación en 2024.[cita requerida]

### Radio
De 2005 a 2011 Fue guionista y conductora de "EL Weso", con el primer lugar de rating nacional durante 7 años consecutivos.
Desde el domingo 5 de abril de 2020, fue coconductora junto con Pepe Gordon de La Hora Nacional, cuya transmisión continúa siendo a escala nacional la primera media hora (de 22:00 a 22:30 horas, tiempo del centro de México), y a escala estatal en 32 versiones distintas la segunda media hora (de 22:30 a 23:00 horas), radiodifundida por los sistemas de radio de las 32 entidades federales. En marzo de 2021, Gasé fue reemplazada por Nora Huerta en el citado programa radiofónico.